# Oaky River
Der Oaky River ist ein Fluss im Nordosten des australischen Bundesstaates New South Wales.

## Geographie
Der Fluss entspringt unterhalb des Round Mountain im Cathedral-Rock-Nationalpark im nördlichen Tafelland von New South Wales. Von seiner Quelle aus fließt er ungefähr 51 Kilometer nach Südwesten und mündet im nördlichen Teil des Oxley-Wild-Rivers-Nationalparks in den Chandler River. 
Kurz vor dem Eintritt in den Oxley-Wild-Rivers-Nationalpark wird der Fluss zum Oaky River Lake (891 m Seehöhe) angestaut und seine Wasserkraft zur Erzeugung elektrischen Stroms genutzt. Anschließend stürzt der Fluss in die wilde Oaky River Gorge.

### Nebenflüsse mit Mündungshöhen
Nebenflüsse des Oaky River sind:
- Ponds Creek – 882 m

## Fischfang
Der Oaky River und seine Nebenflüsse gelten als gutes Fischwasser für Forellen und es gibt dort auch Schnabeltiere.